# Afghanistan aux Jeux olympiques d'été de 2024
L'Afghanistan participe aux Jeux olympiques d'été de 2024 à Paris. Il s'agit de sa 16e participation aux Jeux d'été.
Il s'agit de la première participation du pays aux Jeux olympiques depuis la chute de Kaboul en 2021 et le rétablissement de l'Émirat islamique, qui a conduit à l'exil de nombreux athlètes, en particulier des femmes. Le Comité international olympique n'a pas autorisé les responsables talibans à participer aux Jeux olympiques et ne reconnait comme interlocuteur que le Comité national olympique afghan. L'Afghanistan concourt toujours sous le drapeau tricolore utilisé sous l'ancienne République islamique et non sous la bannière blanche préférée par le gouvernement taliban.
Le gouvernement taliban à fait savoir qu'il ne reconnaît pas la participation des trois femmes présentes dans la délégation afghane.
Cinq réfugiés afghans vont également concourir au sein de l'équipe olympique des réfugiés : Manizha Talash (breaking), Farzad Mansouri (en) (taekwondo), Amir Ansari (cyclisme) ainsi que Arab Sibghatullah (en) et Nigara Shaheen (en) (judo).

## Athlètes engagés
| Sport      | Hommes | Femmes | Total |
| ---------- | ------ | ------ | ----- |
| Athlétisme | 1      | 1      | 2     |
| Cyclisme   | 0      | 2      | 2     |
| Judo       | 1      | 0      | 1     |
| Natation   | 1      | 0      | 1     |
| Total      | 3      | 3      | 6     |

## Résultats

### Athlétisme
L'Afghanistan bénéficie de deux places attribuées au nom de l'universalité des Jeux. Les deux athlètes avaient déjà concouru aux jeux précédents.
| Athlète                    | Épreuve        | Tour préliminaire | Tour préliminaire | 1er tour | 1er tour | Demi-finale | Demi-finale | Finale  | Finale  |
| Athlète                    | Épreuve        | Temps             | Rang              | Temps    | Rang     | Temps       | Rang        | Temps   | Rang    |
| -------------------------- | -------------- | ----------------- | ----------------- | -------- | -------- | ----------- | ----------- | ------- | ------- |
| Sha Mahmood Noor Zahi (en) | 100 m masculin | 10 s 64 (NR)      | 4e                | Eliminé  | Eliminé  | Eliminé     | Eliminé     | Eliminé | Eliminé |
| Kimia Yousofi              | 100 m féminin  | 13 s 42           | 9e                | Eliminé  | Eliminé  | Eliminé     | Eliminé     | Eliminé | Eliminé |

### Cyclisme
Les deux sœurs Fariba et Yulduz Hashimi prennent l'échappée durant la course en ligne.
| Athlète        | Compétition     | Temps | Rang |
| -------------- | --------------- | ----- | ---- |
| Fariba Hashimi | Course en ligne |       | e    |
| Yulduz Hashimi | Course en ligne |       | e    |

### Judo
Mohammad Samim Faizad (en) a reçu une invitation tri-partite[pas clair] pour concourir aux jeux. 
| Athlète                | Compétition    | 1er tour            | 2e tour             | Quart de finale     | Demi-finale         | Repêchage           | Finale / CB         | Rang |
| Athlète                | Compétition    | Adversaire Résultat | Adversaire Résultat | Adversaire Résultat | Adversaire Résultat | Adversaire Résultat | Adversaire Résultat | Rang |
| ---------------------- | -------------- | ------------------- | ------------------- | ------------------- | ------------------- | ------------------- | ------------------- | ---- |
| Faizada Mohammad Samim | Moins de 81 kg | Wachid Borchashvili | [[]]                | [[]]                | [[]]                | [[]]                | [[]]                | e    |

### Natation
L'Afghanistan bénéficie d'une place attribuée au nom de l'universalité des Jeux[pas clair].
| Athlète           | Épreuve                   | Série | Série | Demi-finale | Demi-finale | Finale | Finale |
| Athlète           | Épreuve                   | Temps | Rang  | Temps       | Rang        | Temps  | Rang   |
| ----------------- | ------------------------- | ----- | ----- | ----------- | ----------- | ------ | ------ |
| Fahim Anwari (en) | 100 m nage libre masculin |       | e     |             | e           |        | e      |